# Єшуа бен Єгуда (Ібн Асад)
Єшуа бен Єгуда - караїмський учений, екзегет і філософ, який жив в Іраці XI століття (або Персії, за деякими джерелами) або в Єрусалимі.
Він був учнем Йосипа бен Авраама га-Рое. Єшуа вважався одним з найвищих авторитетів серед караїмів, яким його називають «великим вчителем» («аль-муаллімом»).
Як і всі караїмські лідери, він був дуже активним пропагандистом; і його публічні лекції про караїзм привернули багатьох вірних. Серед них був кастильський рабин на ім'я Сіді ібн Ібрагім аль-Тарас, який, прийнявши караїмські вчення, повернувся у свою рідну Андалусію, де організував потужну пропаганду, розповсюджуючи твори Єшуа. Однак найбільшою послугою, яку Єшуа надав караїзму, було його здійснення реформи законів, що стосуються інцесту, реформи, за яку виступав його вчитель.

## Якбіблійнийекзегет
Діяльність Єшуа у сфері біблійної екзегези була дуже широкою. Він переклав П'ятикнижжя на арабську мову і 1054 р. написав на нього вичерпний коментар. У цьому коментарі Єшуа використав усі екзегетичні твори своїх караїмських попередників та творів Саадії Гаона, часто нападаючи на останніх найбільш енергійно. Кілька уривків коментаря Єшуа цитуються Авраамом ібн Езрою. Фрагменти перекладу П'ятикнижжя та вичерпних коментарів до частини Левіт, майже у цілому скороченому варіанті, збереглися в рукописах Британського музею (MSS. Або 2491; 2494, ii; 2544-46). Обидва коментарі були рано перекладені івритом; і частини з них знаходяться в колекції Фірковичів у Санкт-Петербурзі. Єшуа написав ще дві біблійні праці, арабський коментар до Декалогу (який він відтворив у скороченому вигляді); і філософський мідраш під назвою "Берешит Рабба", в якому він обговорює, в дусі мутазилітського "каламу", творіння, існування та єдність Бога, божественні властивості тощо. Фрагмент єврейського перекладу скороченого коментаря до Декалогу, зробленого Тобією бен Мойсеєм під назвою "Пітрон Асерет ха-Дебарім", досі зберігається в рукописі ("Кат. Лейден, "№ 5 і 41, 2). "Bereshit Rabbah" більше не існує; але фрагменти з нього часто цитуються Аароном Нікомедійським у його "Ец Хаїмі" та Авраамом ібн Даудом, який у своїй "Сефер ха-Каббала" (кінець) називає це богохульним твором.

## Правила взаємин
Також Єшуа був автором праці над заповідями під назвою "Сефер ха-Яшар", яка не збереглася. З неї, ймовірно, було витягнуто його трактат про ступінь стосунків, в якому шлюб заборонений, цитований ним під заголовком "Аль-Джавабат Валь-Масаїл-фі-аль-Арайот" і відомий у перекладі на іврит Якоба бен Симона під назвою "Сефер ха-'Арайот". Фрагменти як арабського тексту, так і єврейського перекладу досі існують у рукописах, перший - у Британському музеї (H. Or. No. 2497, iii.), А другий - у бібліотеках Лейдена ("Cat. Leyden, "No 25, 1; 41, 16) та Санкт-Петербурзі (MS. No 1614). У цьому трактаті Єшуа обговорює герменевтичні правила, які повинні бути використані при тлумаченні цих законів, дає критичний погляд на принципи, на яких ґрунтуються різні заборони, цитує караїмські власті, такі як Анан бен Давид та Аль-Кіркісані, на тему, і виробляє погляди рабинів Саадії та Саймона Кахіри (автора "Халакот Гедолот"). Іншим трактатом Єшуа на цю ж тему був "Тешубат ха-Іяр", опублікований в Евпаторії в 1834 р. Під назвою "Іггерет ха-Тешуба".
Також Єшуа був автором таких філософських трактатів, перекладених, мабуть, з арабської: "Марпе ла-Етцем", у двадцяти п'яти коротких главах, що містять докази про створення світу, про існування Бога і Його єдність, всезнання і провидіння (MS. Париж No 670; РС. Санкт-Петербург No 686); "Мешибот Нефеш" про одкровення, пророцтва та правдивість Закону; і три додаткові глави до "Сефер Неїмот" Джозефа бен Авраама га-Рое ("Кат. Leyden, "№ 172), в якому Єшуа розглядає нагороду, покарання та покаяння. Оригінальний арабський рукопис останньої з цих трьох глав знаходиться у Британському музеї. Він носить назву "Mas'alah Mufarridah", і автор показує в ньому, що повторення заборони обов'язково має значення для покарання у разі провини.

## Ресурси
- Singer, Isidore; et al., eds. (1901–1906). "Jeshua ben Judah". The Jewish Encyclopedia. New York: Funk & Wagnalls.

- Pinsker, Liḳḳuṭe Ḳadmoniyyot, p. 71 and Index;
- Fürst, Gesch. des Karäert. ii. 162 et seq.;
- Gottlober, Biḳkoret le-Toledot ha-Ḳera'im, p. 195;
- G. Margoliouth, in J. Q. R. xi. 187 et seq.;
- Steinschneider, Hebr. Uebers. pp. 459, 942;
- idem, Die Arabische Literatur der Juden, § 51;
- Schreiner, in Bericht der Lehranstalt, 1900;
- Neubauer, Aus der Petersburger Bibliothek, pp. 19 et seq.